# Трошево
Трошево е квартал на Варна, който се намира на север от Западната промишлена зона и между бул. „Владислав Варненчик“ и бул. „Сливница“. На запад кварталът започва от Полицейската школа, а на изток стига до цирковата площадка. При влизането в град Варна от магистрала „Хемус“, кварталът остава от лявата страна. Администрира се като част от район Младост.

## История
На мястото на квартала през 1924 г. съществува т.нар. Трошева махала. Проект за уличната и дворищната регулации на предградията Трошево, Дамяново и Максуда е одобрен от началника на отделението по градоустройство на Варна Любомир Димов през април 1935 г.

## Съвременно състояние
Кварталът е замислен като квартал от едноетажни къщи, улиците са съобразени с това. Но след 2005 г. започва мащабно строителство, което до 2010 г. ще превърне квартала в средно шестетажен. Това създава значителни проблеми, характерни за централните части на големите градове – липса на места за паркиране, претоварване на движението, унищожаване на зелените площи и дърветата, въпреки това, е добре устроен и е оценен като най-бързоразвиващия се квартал във Варна, от агенциите за недвижими имоти.
В квартала се намира ОУ „Добри Чинтулов“, наблизо се намират строителните хипермаркети Практикер и Мосю Бриколаж. В жилищния комплекс на 1 декември 2007 г. отвори врати първият мол в морската столица – „Пфое Мол“. Малко повече от половин година след това отвори врати в близост до квартала и вторият мол – „Варна Мол“. До „ТЕХНОПОЛИС“ има и друга забележителност известна като „Varna Towers“, която е развлекателен център.